# Новая Зеландия на летних Олимпийских играх 2024

## Квалификация
| № п/п | Вид спорта                  | Мужчины        | Мужчины                | Женщины        | Женщины                | Всего          | Всего                  |
| № п/п | Вид спорта                  | Завоевано квот | Количество спортсменов | Завоевано квот | Количество спортсменов | Завоевано квот | Количество спортсменов |
| ----- | --------------------------- | -------------- | ---------------------- | -------------- | ---------------------- | -------------- | ---------------------- |
| 1     | Академическая гребля        | 4              | 9                      | 5              | 11                     | 8              | 20                     |
| 2     | Борьба                      |                |                        | 1              | 1                      | 1              | 1                      |
| 3     | Велоспорт                   | 10             | 9                      | 13             | 11                     | 23             | 20                     |
| 4     | Спортивная гимнастика       |                |                        | 2              | 2                      | 2              | 2                      |
| 5     | Гребля на байдарках и каноэ | 4              | 5                      | 5              | 7                      | 9              | 12                     |
| 6     | Конный спорт                |                |                        |                |                        | 6              | 5                      |
| 7     | Лёгкая атлетика             | 9              | 7                      | 4              | 4                      | 13             | 11                     |
| 8     | Парусный спорт              | 3              | 6                      | 4              | 6                      | 8              | 12                     |
| 9     | Плавание                    | 6              | 4                      | 8              | 5                      | 14             | 9                      |
| 10    | Прыжки на батуте            | 1              | 1                      | 1              | 1                      | 2              | 2                      |
| 11    | Регби-7                     | 1              | 12                     | 1              | 12                     | 2              | 24                     |
| 12    | Сёрфинг                     | 1              | 1                      | 1              | 1                      | 2              | 2                      |
| 13    | Синхронное плавание         |                |                        | 1              | 2                      | 1              | 2                      |
| 14    | Спортивное скалолазание     | 1              | 1                      | 1              | 1                      | 2              | 2                      |
| 15    | Стрельба                    | 2              | 2                      | 1              | 1                      | 3              | 3                      |
| 16    | Стрельба из лука            | 1              | 1                      |                |                        | 1              | 1                      |
| 17    | Триатлон                    | 2              | 2                      | 2              | 2                      | 4              | 4                      |
| 18    | Тяжёлая атлетика            | 1              | 1                      |                |                        | 1              | 1                      |
| 19    | Футбол                      | 1              | 18                     | 1              | 18                     | 2              | 36                     |
| 20    | Хоккей на траве             | 1              | 16                     |                |                        | 1              | 16                     |
|       | ИТОГО                       | 48             | 95                     | 51             | 85                     | 105            | 185                    |

## Медали
| Медаль | Спортсмен(ы) | Вид спорта | Дисциплина | Дата |
| ------ | ------------ | ---------- | ---------- | ---- |

| Вид спорта | 1 | 2 | 3 | Всего |

| Медали по датам | Медали по датам | Медали по датам | Медали по датам | Медали по датам | Медали по датам |
| --------------- | --------------- | --------------- | --------------- | --------------- | --------------- |
| Дата            | 1               | 2               | 3               | Всего           |                 |

## Состав команды
Академическая гребля
1. Квота1
2. Квота2
3. Квота3
4. Квота4
5. Квота5
6. Квота6
7. Квота7
8. Квота8
9. Квота9
10. Квота1
11. Квота2
12. Квота3
13. Квота4
14. Квота5
15. Квота6
16. Квота7
17. Квота8
18. Квота9
19. Квота10
20. Квота11

 Борьба
Вольная борьба
1. Тайла Форд

Велоспорт
 Шоссейный велоспорт
1. Квота1
2. Квота2
3. Квота1
4. Квота2

 Трековый велоспорт
1. Квота1 (спринт)
2. Квота2 (преследование)
3. Квота3 (преследование)
4. Квота4 (преследование)
5. Квота5 (преследование)
6. Квота1 (спринт)
7. Квота2 (спринт)
8. Квота3 (спринт)
9. Квота4 (преследование)
10. Квота5 (преследование)
11. Квота6 (преследование)
12. Квота7 (преследование)

 Маунтинбайк
1. Квота1
2. Квота1

 BMX
BMX-гонки
1. Квота1
2. Квота1

Гимнастика
 Спортивная гимнастика
1. Джорджия-Роуз Браун[англ.]
2. Изабелла Бретт[англ.]

Гребля на байдарках и каноэ
 Гребля на гладкой воде
1. Квота1
2. Квота2
3. Квота3
4. Квота4
5. Квота1
6. Квота2
7. Квота3
8. Квота4
9. Квота5
10. Квота6

 Гребной слалом
1. Финн Батчер
2. Лука Джонс

 Конный спорт
1. Квота1
2. Квота2
3. Квота3
4. Квота4
5. Квота5

 Лёгкая атлетика
1. Джеймс Престон
2. Сэм Таннер[англ.]
3. Джорди Бимиш[англ.]
4. Хэмиш Керр[англ.]
5. Томас Уолш
6. Джако Джилл[англ.]
7. Коннор Белл
8. Зои Хоббс[англ.]
9. Камилла Френч[англ.]
10. Элиза Маккартни
11. Мэдисон-Ли Више[англ.]

 Парусный спорт
1. Квота1
2. Квота2
3. Квота3
4. Квота4
5. Квота5
6. Квота6
7. Квота1
8. Квота2
9. Квота3
10. Квота4
11. Квота5
12. Квота6

 Плавание
1. Квота1
2. Квота2
3. Квота3
4. Квота4
5. Квота1
6. Квота2
7. Квота3
8. Квота4
9. Квота5

 Прыжки на батуте
1. Квота1
2. Квота1

 Регби-7
1. Квота1
2. Квота2
3. Квота3
4. Квота4
5. Квота5
6. Квота6
7. Квота7
8. Квота8
9. Квота9
10. Квота10
11. Квота11
12. Квота12
13. Квота13
14. Квота14
15. Квота15
16. Квота16
17. Квота17
18. Квота18
19. Квота19
20. Квота20
21. Квота21
22. Квота22
23. Квота23
24. Квота24

 Сёрфинг
1. Билли Стерманд
2. Саффи Ветт[англ.]

 Синхронное плавание
1. Квота1
2. Квота2

 Спортивное скалолазание
1. Джулиан Дэвид[англ.]
2. Сара Тецлафф[англ.]

 Стрельба
1. Квота1
2. Квота2
3. Квота1

 Стрельба из лука
1. Квота1

 Триатлон
1. Квота1
2. Квота2
3. Квота1

№ Квота2 
 Тяжёлая атлетика
1. Дэвид Лити

 Футбол
1. Квота1
2. Квота2
3. Квота3
4. Квота4
5. Квота5
6. Квота6
7. Квота7
8. Квота8
9. Квота9
10. Квота10
11. Квота11
12. Квота12
13. Квота13
14. Квота14
15. Квота15
16. Квота16
17. Квота17
18. Квота18
19. Квота1
20. Квота2
21. Квота3
22. Квота4
23. Квота5
24. Квота6
25. Квота7
26. Квота8
27. Квота9
28. Квота10
29. Квота11
30. Квота12
31. Квота13
32. Квота14
33. Квота15
34. Квота16
35. Квота17
36. Квота18

 Хоккей на траве
1. Квота1
2. Квота2
3. Квота3
4. Квота4
5. Квота5
6. Квота6
7. Квота7
8. Квота8
9. Квота9
10. Квота10
11. Квота11
12. Квота12
13. Квота13
14. Квота14
15. Квота15
16. Квота16

## Академическая гребля
Новая Зеландия завоевала восемь квот на участие в соревнованиях по академической гребле на Чемпионате мира по академической гребле 2023 года в Белграде, Сербия и одну квоту на Финальной квалификационной регате 2024 года в Люцерне, Швейцария.
Мужчины
| Спортсмен | Дисциплина         | Заезд | Заезд | Утеш. заезд | Утеш. заезд | Полуфиналы | Полуфиналы | Финалы | Финалы |
| Спортсмен | Дисциплина         | Время | Место | Время       | Место       | Время      | Место      | Время  | Место  |
| --------- | ------------------ | ----- | ----- | ----------- | ----------- | ---------- | ---------- | ------ | ------ |
|           | Одиночки           |       |       |             |             |            |            |        |        |
|           | Двойки распашные   |       |       |             |             |            |            |        |        |
|           | Двойки парные      |       |       |             |             |            |            |        |        |
|           | Четвёрки распашные |       |       |             |             |            |            |        |        |

Женщины
| Спортсмен | Дисциплина               | Заезд | Заезд | Утеш. заезд | Утеш. заезд | Полуфиналы | Полуфиналы | Финалы | Финалы |
| Спортсмен | Дисциплина               | Время | Место | Время       | Место       | Время      | Место      | Время  | Место  |
| --------- | ------------------------ | ----- | ----- | ----------- | ----------- | ---------- | ---------- | ------ | ------ |
|           | Одиночки                 |       |       |             |             |            |            |        |        |
|           | Двойки распашные         |       |       |             |             |            |            |        |        |
|           | Двойки парные            |       |       |             |             |            |            |        |        |
|           | Двойки парные, легковесы |       |       |             |             |            |            |        |        |
|           | Четвёрки распашные       |       |       |             |             |            |            |        |        |

Легенда: FA=Финал А (медали); FB=Финал В; FC=Финал С; FD=Финал D; FE=Финал E; FF=Финал F; SA/B=Полуфиналы A/B; SC/D=Полуфиналы C/D; SE/F=Полуфиналы E/F; QF=Четвертьфиналы; R=Утешительные заезды

## Борьба
Новая Зеландия завоевала одно место в женский турнир по вольной борьбе на Африкано-Океанском квалификационном турнире 2024 года в Каире, Египет.
Вольная борьба
| Спортсмен  | Категория        | 1/8 финала         | Четвертьфиналы     | Полуфиналы         | Утеш.поединки      | Финал / За 3 место | Финал / За 3 место |
| Спортсмен  | Категория        | Соперник Результат | Соперник Результат | Соперник Результат | Соперник Результат | Соперник Результат | Место              |
| ---------- | ---------------- | ------------------ | ------------------ | ------------------ | ------------------ | ------------------ | ------------------ |
| Тайла Форд | Женщины до 68 кг |                    |                    |                    |                    |                    |                    |

## Велоспорт

### Шоссейные велогонки
Новая Зеландия получила по рейтингу UCI по два места в мужской и женской групповых гонках на шоссе, а также по одному месту в мужской и женской индивидуальных гонках с раздельным стартом.
Мужчины
| Спортсмен | Дисциплина                 | Время | Место |
| --------- | -------------------------- | ----- | ----- |
|           | Групповая гонка            |       |       |
|           |                            |       |       |
|           | Гонка с раздельным стартом |       |       |

Женщины
| Спортсмен | Дисциплина                 | Время | Место |
| --------- | -------------------------- | ----- | ----- |
|           | Групповая гонка            |       |       |
|           |                            |       |       |
|           | Гонка с раздельным стартом |       |       |

### Велотрек
Новая Зеландия завоевала в соответствии с олимпийским рейтингом UCI право выставить команды из четырёх человек в мужских и женских дисциплинах преследования, команду из трёх человек в женских спринтерских дисциплинах, а также одного участника в мужском индивидуальном спринте и кейрине.
Командный спринт
| Спортсмен | Дисциплина | Квалификация | Квалификация | Полуфиналы     | Полуфиналы | Финал          | Финал |
| Спортсмен | Дисциплина | Время        | Место        | Соперник Время | Место      | Соперник Время | Место |
| --------- | ---------- | ------------ | ------------ | -------------- | ---------- | -------------- | ----- |
|           | Мужчины    |              |              |                |            |                |       |

Легенды: FA=Финал; FB=За 3 место
Спринт
| Спортсмен | Дисциплина | Квалификация | Квалификация | Раунд 1        | Утеш. 1        | Раунд 2        | Утеш 2         | Раунд 3        | Утеш. 3        | Четвертьфиналы | Полуфиналы     | Финал / За 3 место | Финал / За 3 место |
| Спортсмен | Дисциплина | Время        | Место        | Соперник Время | Соперник Время | Соперник Время | Соперник Время | Соперник Время | Соперник Время | Соперник Время | Соперник Время | Соперник Время     | Место              |
| --------- | ---------- | ------------ | ------------ | -------------- | -------------- | -------------- | -------------- | -------------- | -------------- | -------------- | -------------- | ------------------ | ------------------ |
|           | Мужчины    |              |              |                |                |                |                |                |                |                |                |                    |                    |
|           | Женщины    |              |              |                |                |                |                |                |                |                |                |                    |                    |
|           |            |              |              |                |                |                |                |                |                |                |                |                    |                    |

Кейрин
| Спортсмен | Дисциплина | Раунд 1 | Утеш. | Четвертьфиналы | Полуфиналы | Финал |
| Спортсмен | Дисциплина | Место   | Место | Место          | Место      | Место |
| --------- | ---------- | ------- | ----- | -------------- | ---------- | ----- |
|           | Мужчины    |         |       |                |            |       |
|           | Женщины    |         |       |                |            |       |
|           |            |         |       |                |            |       |

Командное преследование
| Спортсмен | Дисциплина | Квалификация | Квалификация | Полуфиналы         | Полуфиналы         | Финал | Финал |
| Спортсмен | Дисциплина | Время        | Место        | Соперник Результат | Соперник Результат | Место |       |
| --------- | ---------- | ------------ | ------------ | ------------------ | ------------------ | ----- | ----- |
|           | Мужчины    |              |              |                    |                    |       |       |
|           | Женщины    |              |              |                    |                    |       |       |

Омниум
| Спортсмен | Дисциплина | Скрэтч | Скрэтч | Темповая гонка | Темповая гонка | Гонка с выбыванием | Гонка с выбыванием | Гонка по очкам | Гонка по очкам | Всего | Всего |
| Спортсмен | Дисциплина | Очки   | Место  | Очки           | Место          | Очки               | Место              | Очки           | Место          | Очки  | Место |
| --------- | ---------- | ------ | ------ | -------------- | -------------- | ------------------ | ------------------ | -------------- | -------------- | ----- | ----- |
|           | Мужчины    |        |        |                |                |                    |                    |                |                |       |       |
|           | Женщины    |        |        |                |                |                    |                    |                |                |       |       |

Мэдисон
| Спортсмены | Дисциплина | Очки | Круги | Место |
| ---------- | ---------- | ---- | ----- | ----- |
|            | Мужчины    |      |       |       |
|            | Женщины    |      |       |       |

### Маунтинбайк
Новая Зеландия завоевала одно место в мужские соревнования в соответствии с Олимпийским квалификационным рейтингом и одно место в женские соревнования по результатам Чемпионата мира по маунтинбайку 2023 года до 23 лет.
| Спортсмен | Категория | Время | Место |
| --------- | --------- | ----- | ----- |
|           | Мужчины   |       |       |
|           | Женщины   |       |       |

### BMX
BMX-гонки
Новая Зеландия завоевала одно место в мужские соревнования в соответствии с Олимпийским квалификационным рейтингом и одно место в женские соревнования по результатам Чемпионата мира BMX 2024 года в Рок-Хилле, США.
| Спортсмен | Дисциплина | Четвертьфиналы | Четвертьфиналы | Полуфиналы | Полуфиналы | Финал     | Финал |
| Спортсмен | Дисциплина | Результат      | Место          | Баллы      | Место      | Результат | Место |
| --------- | ---------- | -------------- | -------------- | ---------- | ---------- | --------- | ----- |
|           | Мужчины    |                |                |            |            |           |       |
|           | Женщины    |                |                |            |            |           |       |

## Гимнастика спортивная
Новая Зеландия завоевала два места в личном многоборье у женщин: одно по итогам Серии этапов Кубка мира 2024 года и одно по результатам Чемпионата Океании 2024 года в Окленде, Новая Зеландия.

### Мужчины
| Спортсмен           | Дисциплина | Квалификация | Квалификация | Квалификация | Квалификация | Квалификация | Квалификация | Квалификация | Квалификация | Финал   | Финал   | Финал   | Финал   | Финал   | Финал   | Финал | Финал |
| Спортсмен           | Дисциплина | Снаряды      | Снаряды      | Снаряды      | Снаряды      | Снаряды      | Снаряды      | Всего        | Место        | Снаряды | Снаряды | Снаряды | Снаряды | Снаряды | Снаряды | Всего | Место |
| Спортсмен           | Дисциплина | В            | КН           | КО           | ОП           | ПБ           | П            | Всего        | Место        | В       | КН      | КО      | ОП      | ПБ      | П       | Всего | Место |
| ------------------- | ---------- | ------------ | ------------ | ------------ | ------------ | ------------ | ------------ | ------------ | ------------ | ------- | ------- | ------- | ------- | ------- | ------- | ----- | ----- |
| Джорджия-Роуз Браун | Многоборье |              |              |              |              |              |              |              |              |         |         |         |         |         |         |       |       |
| Изабелла Бретт      | Многоборье |              |              |              |              |              |              |              |              |         |         |         |         |         |         |       |       |

## Гребля на байдарках и каноэ

### Гладкая вода
Новая Зеландия завоевала право выставить две лодки в мужские и три в женские соревнования на гладкой воде на Чемпионате мира по гребле на байдарках и каноэ в Дуйсбурге, Германия.
Мужчины
| Спортсмен | Дисциплина       | Заезды | Заезды | Четвертьфиналы | Четвертьфиналы | Полуфиналы | Полуфиналы | Финалы | Финалы |
| Спортсмен | Дисциплина       | Время  | Место  | Время          | Место          | Время      | Место      | Время  | Место  |
| --------- | ---------------- | ------ | ------ | -------------- | -------------- | ---------- | ---------- | ------ | ------ |
|           | Байдарка-2 500 м |        |        |                |                |            |            |        |        |
|           | Каноэ-2 500 м    |        |        |                |                |            |            |        |        |

Женщины
| Спортсмен | Дисциплина       | Заезды | Заезды | Четвертьфиналы | Четвертьфиналы | Полуфиналы | Полуфиналы | Финалы | Финалы |
| Спортсмен | Дисциплина       | Время  | Место  | Время          | Место          | Время      | Место      | Время  | Место  |
| --------- | ---------------- | ------ | ------ | -------------- | -------------- | ---------- | ---------- | ------ | ------ |
|           | Байдарка-1 500 м |        |        |                |                |            |            |        |        |
|           | Байдарка-2 500 м |        |        |                |                |            |            |        |        |
|           | Байдарка-4 500 м |        |        |                |                |            |            |        |        |

### Гребной слалом
Новая Зеландия завоевала Чемпионате мира по гребному слалому в Лондоне, Великобритания право выставить по одной лодке в мужских и женских соревнованиях на байдарках, а также автоматически в кроссе на байдарках у мужчин и женщин.
Мужчины
| Спортсмен   | Дисциплина | Заезды    | Заезды | Заезды    | Заезды | Заезды       | Заезды | Полуфинал | Полуфинал | Финал | Финал |
| Спортсмен   | Дисциплина | 1 попытка | Место  | 2 попытка | Место  | Лучшее время | Место  | Время     | Место     | Время | Место |
| ----------- | ---------- | --------- | ------ | --------- | ------ | ------------ | ------ | --------- | --------- | ----- | ----- |
| Финн Батчер | Байдарка-1 |           |        |           |        |              |        |           |           |       |       |

Женщины
| Спортсмен  | Дисциплина | Заезды    | Заезды | Заезды    | Заезды | Заезды       | Заезды | Полуфинал | Полуфинал | Финал | Финал |
| Спортсмен  | Дисциплина | 1 попытка | Место  | 2 попытка | Место  | Лучшее время | Место  | Время     | Место     | Время | Место |
| ---------- | ---------- | --------- | ------ | --------- | ------ | ------------ | ------ | --------- | --------- | ----- | ----- |
| Лука Джонс | Байдарка-1 |           |        |           |        |              |        |           |           |       |       |

Кросс на байдарках
| Спортсмен | Категория | Квалиф. время | Место | Раунд 16-ти | Раунд 16-ти | Полуфиналы | Полуфиналы | Финал | Финал |
| Спортсмен | Категория | Квалиф. время | Место | Время       | Место       | Время      | Место      | Время | Место |
| --------- | --------- | ------------- | ----- | ----------- | ----------- | ---------- | ---------- | ----- | ----- |
|           | Мужчины   |               |       |             |             |            |            |       |       |
|           | Женщины   |               |       |             |             |            |            |       |       |

## Конный спорт
Новая Зеландия завоевала по результатам Чемпионата мира по троеборью 2023 года право выставить команду и трёх участников в личных соревнованиях в троеборье. Также Новая Зеландия получила по одному месту в личных соревнованиях в выездке и конкуре в соответствии с олимпийским рейтингом FEI.

### Выездка
| Спортсмен | Лошадь | Дисциплина    | Гран При | Гран При | Специальный Гран При | Специальный Гран При | Произвольный Гран При | Произвольный Гран При | Сумма | Сумма |
| Спортсмен | Лошадь | Дисциплина    | Баллы    | Место    | Баллы                | Место                | Техника               | Артистизм             | Баллы | Место |
| --------- | ------ | ------------- | -------- | -------- | -------------------- | -------------------- | --------------------- | --------------------- | ----- | ----- |
|           |        | Личный турнир |          |          | —                    | —                    |                       |                       |       |       |

### Троеборье
| Спортсмен | Лошадь   | Дисциплина       | Выездка | Выездка | Кросс | Кросс | Кросс | Конкур       | Конкур       | Конкур       | Конкур | Конкур | Конкур | Всего | Всего |
| Спортсмен | Лошадь   | Дисциплина       | Выездка | Выездка | Кросс | Кросс | Кросс | Квалификация | Квалификация | Квалификация | Финал  | Финал  | Финал  | Всего | Всего |
| Спортсмен | Лошадь   | Дисциплина       | Штраф   | Место   | Штраф | Всего | Место | Штраф        | Всего        | Место        | Штраф  | Всего  | Место  | Штраф | Место |
| --------- | -------- | ---------------- | ------- | ------- | ----- | ----- | ----- | ------------ | ------------ | ------------ | ------ | ------ | ------ | ----- | ----- |
|           |          | Личный турнир    |         |         |       |       |       |              |              |              |        |        |        |       |       |
|           |          |                  |         |         |       |       |       |              |              |              |        |        |        |       |       |
|           |          |                  |         |         |       |       |       |              |              |              |        |        |        |       |       |
|           | См. выше | Командный турнир |         |         |       |       |       |              |              |              | —      | —      | —      |       |       |

### Конкур
| Спортсмен | Лошадь | Дисциплина    | Квалификация | Квалификация | Финал | Финал | Финал |
| Спортсмен | Лошадь | Дисциплина    | Штраф        | Место        | Штраф | Время | Место |
| --------- | ------ | ------------- | ------------ | ------------ | ----- | ----- | ----- |
|           |        | Личный турнир |              |              |       |       |       |

## Легкая атлетика
Новозеландские легкоатлеты выполнили нормативы для участия в Играх 2024 года, пройдя прямую квалификацию или по мировому рейтингу, в следующих соревнованиях (максимум по 3 спортсмена в каждом):
Беговые дисциплины
Мужчины
| Спортсмен      | Дисциплина  | Забеги    | Забеги | Утеш. забеги | Утеш. забеги | Полуфиналы | Полуфиналы | Финал     | Финал |
| Спортсмен      | Дисциплина  | Результат | Место  | Результат    | Место        | Результат  | Место      | Результат | Место |
| -------------- | ----------- | --------- | ------ | ------------ | ------------ | ---------- | ---------- | --------- | ----- |
| Джеймс Престон | 800 м       |           |        | —            | —            |            |            |           |       |
| Сэм Таннер     | 1500 м      |           |        |              |              |            |            |           |       |
| Джорди Бимиш   | 5000 м      |           |        | —            | —            | —          | —          |           |       |
| Джорди Бимиш   | 3000 м с/пр |           |        | —            | —            | —          | —          |           |       |

Женщины
| Спортсмен     | Дисциплина | Забеги    | Забеги | Утеш. забеги | Утеш. забеги | Полуфиналы | Полуфиналы | Финал     | Финал |
| Спортсмен     | Дисциплина | Результат | Место  | Результат    | Место        | Результат  | Место      | Результат | Место |
| ------------- | ---------- | --------- | ------ | ------------ | ------------ | ---------- | ---------- | --------- | ----- |
| Зои Хоббс     | 100 м      |           |        |              |              |            |            |           |       |
| Камилла Френч | Марафон    | —         | —      | —            | —            | —          | —          |           |       |

Технические дисциплины
Мужчины
| Спортсмен   | Дисциплина      | Полуфиналы | Полуфиналы | Финал     | Финал |
| Спортсмен   | Дисциплина      | Результат  | Место      | Результат | Место |
| ----------- | --------------- | ---------- | ---------- | --------- | ----- |
| Хэмиш Керр  | Прыжки в высоту |            |            |           |       |
| Томас Уолш  | Толкание ядра   |            |            |           |       |
| Джако Джилл | Толкание ядра   |            |            |           |       |
| Коннор Белл | Метание диска   |            |            |           |       |

Женщины
| Спортсмен       | Дисциплина      | Полуфиналы | Полуфиналы | Финал     | Финал |
| Спортсмен       | Дисциплина      | Результат  | Место      | Результат | Место |
| --------------- | --------------- | ---------- | ---------- | --------- | ----- |
| Элиза Маккартни | Прыжки с шестом |            |            |           |       |
| Мэдисон-Ли Више | Толкание ядра   |            |            |           |       |

## Парусный спорт
Новая Зеландия завоевала право выставить по одной лодке (яхте) в нижеследующих классах судов по результатам Чемпионата мира по парусному спорту 2023 года в Гааге, Нидерланды и чемпионата Европы 2023 года.
Гонки с выбыванием
| Спортсмен | Дисциплина           | Гонка | Гонка | Гонка | Гонка | Гонка | Гонка | Гонка | Гонка | Гонка | Гонка | Гонка | Гонка | Гонка | Гонка | Гонка | Гонка | Гонка | Гонка | Гонка | Гонка | Гонка | Гонка | Гонка | Гонка | Гонка | Место |
| Спортсмен | Дисциплина           | 1     | 2     | 3     | 4     | 5     | 6     | 7     | 8     | 9     | 10    | 11    | 12    | 1/4   | ПФ1   | ПФ2   | ПФ3   | ПФ4   | ПФ5   | ПФ6   | Ф1    | Ф2    | Ф3    | Ф4    | Ф5    | Ф6    | Место |
| --------- | -------------------- | ----- | ----- | ----- | ----- | ----- | ----- | ----- | ----- | ----- | ----- | ----- | ----- | ----- | ----- | ----- | ----- | ----- | ----- | ----- | ----- | ----- | ----- | ----- | ----- | ----- | ----- |
|           | Мужчины IQFoil       |       |       |       |       |       |       |       |       |       | —     | —     | —     |       |       |       |       |       |       |       |       |       |       |       |       |       |       |
|           | Женщины IQFoil       |       |       |       |       |       |       |       |       |       | —     | —     | —     |       |       |       |       |       |       |       |       |       |       |       |       |       |       |
|           | Мужчины Формула Кайт |       |       |       |       |       |       |       |       |       |       |       |       | —     |       |       |       |       |       |       |       |       |       |       |       |       |       |
|           | Женщины Формула Кайт |       |       |       |       |       |       |       |       |       |       |       |       | —     |       |       |       |       |       |       |       |       |       |       |       |       |       |

Медальные гонки
| Спортсмен | Дисциплина      | Гонка | Гонка | Гонка | Гонка | Гонка | Гонка | Гонка | Гонка | Гонка | Гонка | Гонка | Гонка | Гонка | Гонка | Гонка | Гонка | Баллы | Место |
| Спортсмен | Дисциплина      | 1     | 2     | 3     | 4     | 5     | 6     | 7     | 8     | 9     | 10    | 11    | 12    | 13    | 14    | 15    | M*    | Баллы | Место |
| --------- | --------------- | ----- | ----- | ----- | ----- | ----- | ----- | ----- | ----- | ----- | ----- | ----- | ----- | ----- | ----- | ----- | ----- | ----- | ----- |
|           | Мужчины ILCA 7  |       |       |       |       |       |       |       |       |       |       | —     | —     | —     | —     | —     |       |       |       |
|           | Женщины ILCA 6  |       |       |       |       |       |       |       |       |       |       | —     | —     | —     | —     | —     |       |       |       |
|           | Мужчины 49-й    |       |       |       |       |       |       |       |       |       |       |       |       |       |       |       |       |       |       |
|           | Женщины 49-й FX |       |       |       |       |       |       |       |       |       |       |       |       |       |       |       |       |       |       |
|           | Микст Накра 17  |       |       |       |       |       |       |       |       |       |       |       |       |       |       |       |       |       |       |

M = Медальная гонка; EL = Выбыл – не участвовал в медальной гонке

## Плавание
Новозеландские пловцы выполнили требования для участия в нижеследующих дисциплинах плавательного турнира Олимпиады (максимум два пловца, выполнивших Олимпийский квалификационный норматив (OST) или, возможно, Олимпийский рассматриваемый норматив (OCT)).
Мужчины
| Спортсмен | Дисциплина          | Заплывы | Заплывы | Полуфиналы | Полуфиналы | Финал | Финал |
| Спортсмен | Дисциплина          | Время   | Место   | Время      | Место      | Время | Место |
| --------- | ------------------- | ------- | ------- | ---------- | ---------- | ----- | ----- |
|           | 50 м вольный стиль  |         |         |            |            |       |       |
|           | 100 м вольный стиль |         |         |            |            |       |       |
|           | 100 м на спине      |         |         |            |            |       |       |
|           | 200 м на спине      |         |         |            |            |       |       |
|           | 200 м комплекс      |         |         | —          | —          |       |       |
|           | 400 м комплекс      |         |         | —          | —          |       |       |

Женщины
| Спортсмен | Дисциплина                     | Заплывы | Заплывы | Полуфиналы | Полуфиналы | Финал | Финал |
| Спортсмен | Дисциплина                     | Время   | Место   | Время      | Место      | Время | Место |
| --------- | ------------------------------ | ------- | ------- | ---------- | ---------- | ----- | ----- |
|           | 200 м вольный стиль            |         |         |            |            |       |       |
|           | 400 м вольный стиль            |         |         | —          | —          |       |       |
|           | 400 м вольный стиль            |         |         | —          | —          |       |       |
|           | 800 м вольный стиль            |         |         | —          | —          |       |       |
|           | 800 м вольный стиль            |         |         | —          | —          |       |       |
|           | 1500 м вольный стиль           |         |         | —          | —          |       |       |
|           | 100 м баттерфляй               |         |         |            |            |       |       |
|           | Эстафета 4×200 м вольный стиль |         |         | —          | —          |       |       |

## Прыжки на батуте
Новая Зеландия завеовала по одному месту в соревнования мужчин и женщин по результатам Серии этапов Кубка мира 2023-2024 годов.
| Спортсмен | Дисциплина | Квалификация | Квалификация | Финал | Финал |
| Спортсмен | Дисциплина | Баллы        | Место        | Баллы | Место |
| --------- | ---------- | ------------ | ------------ | ----- | ----- |
|           | Мужчины    |              |              |       |       |
|           | Женщины    |              |              |       |       |

## Регби-7
Мужская и женская сборные Новой Зеландии по регби-7 квалифицировалась в олимпийский турнир, выиграв Мировые серии по регби-7 2022-2023 годов среди мужчин и женщин соответственно.
| Команда        | Соревнование   | Групповая стадия | Групповая стадия | Групповая стадия | Групповая стадия | Четвертьфиналы | Полуфиналы    | Финал / Матч за 3 место | Финал / Матч за 3 место |
| Команда        | Соревнование   | Соперник Счёт    | Соперник Счёт    | Соперник Счёт    | Место            | Соперник Счёт  | Соперник Счёт | Соперник Счёт           | Место                   |
| -------------- | -------------- | ---------------- | ---------------- | ---------------- | ---------------- | -------------- | ------------- | ----------------------- | ----------------------- |
| Новая Зеландия | Мужской турнир |                  |                  |                  |                  |                |               |                         |                         |
| Новая Зеландия | Женский турнир |                  |                  |                  |                  |                |               |                         |                         |

### Мужской турнир
Состав команды
- Команда из 12 игроков

### Женский турнир
Состав команды
- Команда из 12 игроков

## Сёрфинг
Новозеландские сёрферы завоевали по одному месту в мужские и женские соревнования по сёрфингу по результатам Всемирных игр по сёрфингу 2023 года.
| Спортсмен      | Категория | 1 раунд | 1 раунд | 2 раунд | 2 раунд | 3 раунд            | Четвертьфинал      | Полуфинал          | Финал / За 3 место | Финал / За 3 место |
| Спортсмен      | Категория | Счёт    | Место   | Счёт    | Место   | Соперник Результат | Соперник Результат | Соперник Результат | Соперник Результат | Место              |
| -------------- | --------- | ------- | ------- | ------- | ------- | ------------------ | ------------------ | ------------------ | ------------------ | ------------------ |
| Билли Стерманд | Мужчины   |         |         |         |         |                    |                    |                    |                    |                    |
| Саффи Ветт     | Женщины   |         |         |         |         |                    |                    |                    |                    |                    |

## Синхронное плавание
Новая Зеландия завоевала право выставить дуэт в олимпийском турнире по синхронному плаванию по итогам Чемпионата мира по водным видам спорта 2024 года в Дохе, Катар.
| Спортсмен | Дисциплина | Техническая программа | Техническая программа | Произвольная программа (квалификация) | Произвольная программа (квалификация) | Произвольная программа (квалификация) | Произвольная программа (финал) | Произвольная программа (финал)     | Произвольная программа (финал) |
| Спортсмен | Дисциплина | Баллы                 | Место                 | Баллы                                 | Всего (техническая и произвольная)    | Место                                 | Баллы                          | Всего (техническая и произвольная) | Место                          |
| --------- | ---------- | --------------------- | --------------------- | ------------------------------------- | ------------------------------------- | ------------------------------------- | ------------------------------ | ---------------------------------- | ------------------------------ |
|           | Дуэты      |                       |                       |                                       |                                       |                                       |                                |                                    |                                |

## Спортивное скалолазание
Новая Зеландия завоевала по одному месту в лазании на скорость у мужчин и женщин по итогам квалификации Океании.
Лазание на скорость
| Спортсмен     | Категория | Квалификация | Квалификация | 1/8 финала     | Четвертьфиналы | Полуфиналы     | Финал / За 3 место | Финал / За 3 место |
| Спортсмен     | Категория | Время        | Место        | Соперник Время | Соперник Время | Соперник Время | Соперник Время     | Место              |
| ------------- | --------- | ------------ | ------------ | -------------- | -------------- | -------------- | ------------------ | ------------------ |
| Джулиан Дэвид | Мужчины   |              |              |                |                |                |                    |                    |
| Сара Тецлафф  | Женщины   |              |              |                |                |                |                    |                    |

## Стрельба
Новая Зеландия завоевала три места в олимпийском турнире стрелков на Чемпионате Океании по стрельбе 2023 года.
Женщины
| Спортсмен | Дисциплина                            | Квалификация | Квалификация | Полуфинал | Полуфинал | Финал | Финал |
| Спортсмен | Дисциплина                            | Баллы        | Место        | Баллы     | Место     | Баллы | Место |
| --------- | ------------------------------------- | ------------ | ------------ | --------- | --------- | ----- | ----- |
|           | Винтовка из трёх положений, 50 метров |              |              |           |           |       |       |
|           | Трап                                  |              |              |           |           |       |       |

Женщины
| Спортсмен | Дисциплина                            | Квалификация | Квалификация | Полуфинал | Полуфинал | Финал | Финал |
| Спортсмен | Дисциплина                            | Баллы        | Место        | Баллы     | Место     | Баллы | Место |
| --------- | ------------------------------------- | ------------ | ------------ | --------- | --------- | ----- | ----- |
|           | Винтовка из трёх положений, 50 метров |              |              |           |           |       |       |

Микст
| Спортсмен | Дисциплина                         | Квалификация | Квалификация | Полуфинал | Полуфинал | Финал | Финал |
| Спортсмен | Дисциплина                         | Баллы        | Место        | Баллы     | Место     | Баллы | Место |
| --------- | ---------------------------------- | ------------ | ------------ | --------- | --------- | ----- | ----- |
|           | Пневматическая винтовка, 10 метров |              |              |           |           |       |       |

## Стрельба из лука
Новая Зеландия завоевала одно место в мужских индивидуальных соревнованиях на Континентальном квалификационном турнире Океании 2024 года в Окленде, Новая Зеландия.
| Спортсмен | Дисциплина                        | Предварительный раунд | Предварительный раунд | 1/64          | 1/32          | 1/16          | Четвертьфиналы | Полуфиналы    | Финал / За 3 место | Финал / За 3 место |
| Спортсмен | Дисциплина                        | Результат             | Посев                 | Соперник Счёт | Соперник Счёт | Соперник Счёт | Соперник Счёт  | Соперник Счёт | Соперник Счёт      | Место              |
| --------- | --------------------------------- | --------------------- | --------------------- | ------------- | ------------- | ------------- | -------------- | ------------- | ------------------ | ------------------ |
|           | Мужчины индивидуальное первенство |                       |                       | 0             |               |               |                |               |                    |                    |

## Триатлон
Новая Зеландия завоевала по два квотных места в соревнования мужчин и женщин, войдя в первую восьмерку рейтинга смешанных эстафет World Triathlon.
Личное
| Спортсмен | Категория | Время             | Время     | Время             | Время     | Время       | Время | Место |
| Спортсмен | Категория | Плавание (1,5 км) | Переход 1 | Велосипед (40 км) | Переход 2 | Бег (10 км) | Всего | Место |
| --------- | --------- | ----------------- | --------- | ----------------- | --------- | ----------- | ----- | ----- |
|           | Мужчины   |                   |           |                   |           |             |       |       |
|           |           |                   |           |                   |           |             |       |       |
|           | Женщины   |                   |           |                   |           |             |       |       |
|           |           |                   |           |                   |           |             |       |       |

Эстафета
| Спортсмен | Категория      | Время            | Время     | Время            | Время     | Время      | Время | Место |
| Спортсмен | Категория      | Плавание (300 м) | Переход 1 | Велосипед (7 км) | Переход 2 | Бег (2 км) | Всего | Место |
| --------- | -------------- | ---------------- | --------- | ---------------- | --------- | ---------- | ----- | ----- |
|           | Микст эстафета |                  |           |                  |           |            |       | —     |
|           | Микст эстафета |                  |           |                  |           |            |       | —     |
|           | Микст эстафета |                  |           |                  |           |            |       | —     |
|           | Микст эстафета |                  |           |                  |           |            |       | —     |
| Всего     | Микст эстафета | —                | —         | —                | —         | —          |       |       |

## Тяжёлая атлетика
Новая Зеландия получила одно место в мужских соревнованиях в соответствии с олимпийским рейтингом IWF.
| Спортсмен  | Категория            | Рывок     | Рывок | Толчок    | Толчок | Всего | Место |
| Спортсмен  | Категория            | Результат | Место | Результат | Место  | Всего | Место |
| ---------- | -------------------- | --------- | ----- | --------- | ------ | ----- | ----- |
| Дэвид Лити | Мужчины свыше 102 кг |           |       |           |        |       |       |

## Футбол
Мужская и женская сборные Новой Зеландии по футболу завоевали право участвовать в олимпийском турнире, выиграв олимпийские квалификационные турниры Океании.
| Команда        | Соревнование   | Групповая стадия | Групповая стадия | Групповая стадия | Групповая стадия | Четвертьфиналы | Полуфиналы    | Финал / За 3 место | Финал / За 3 место |
| Команда        | Соревнование   | Соперник Счёт    | Соперник Счёт    | Соперник Счёт    | Место            | Соперник Счёт  | Соперник Счёт | Соперник Счёт      | Место              |
| -------------- | -------------- | ---------------- | ---------------- | ---------------- | ---------------- | -------------- | ------------- | ------------------ | ------------------ |
| Новая Зеландия | Мужской турнир | Гвинея           | США              | Франция          |                  |                |               |                    |                    |
| Новая Зеландия | Женский турнир | Канада           | Колумбия         | Франция          |                  |                |               |                    |                    |

### Мужской турнир
Состав команды
- Команда из 18 игроков

Состав команды
- Команда из 18 игроков

## Хоккей на траве
Мужская сборная Новой Зеландии по хоккею на траве завоевала право участвовать в олимпийских турнирах, войдя в число трёх лучших команд на Олимпийских квалификационных турнирах FIH в Маскате, Оман.
| Команда        | Соревнование   | Групповая стадия | Групповая стадия | Групповая стадия | Групповая стадия | Групповая стадия | Групповая стадия | Четвертьфиналы | Полуфиналы    | Финал / За 3 место | Финал / За 3 место |
| Команда        | Соревнование   | Соперник Счёт    | Соперник Счёт    | Соперник Счёт    | Соперник Счёт    | Соперник Счёт    | Место            | Соперник Счёт  | Соперник Счёт | Соперник Счёт      | Место              |
| -------------- | -------------- | ---------------- | ---------------- | ---------------- | ---------------- | ---------------- | ---------------- | -------------- | ------------- | ------------------ | ------------------ |
| Новая Зеландия | Мужской турнир | Индия            | Бельгия          | Аргентина        | Австралия        | Ирландия         |                  |                |               |                    |                    |

### Мужской турнир
Состав команды
- Команда из 16 игроков